# Murowaniec-Hütte
Die Murowaniec-Hütte (pl. Schronisko PTTK Murowaniec) liegt auf einer Höhe von 1500 m n.p.m. in Polen an der Grenze zwischen Hoher Tatra und Westtatra im Tal Dolina Suchej Wody Gąsienicowej auf der Alm Hala Gąsienicowa. Die Hütte ist mit 120 Planbetten die größte Schutzhütte in der polnischen Tatra. Das Gebiet gehört zur Gemeinde Zakopane.

## Geschichte
Die Hütte wurde 1921 bis 1925 von der polnischen Armee errichtet und vom damaligen polnischen Präsidenten Stanisław Wojciechowski eröffnet. 1951 bis 1952 wurde sie um den Westflügel erweitert. Sie wurde nach Adam Asnyk benannt. Seit 1954 liegt die Hütte im Tatra-Nationalpark. Sie steht im Eigentum des PTTK.

## Zugänge
Die Hütte ist u. a. zu erreichen:

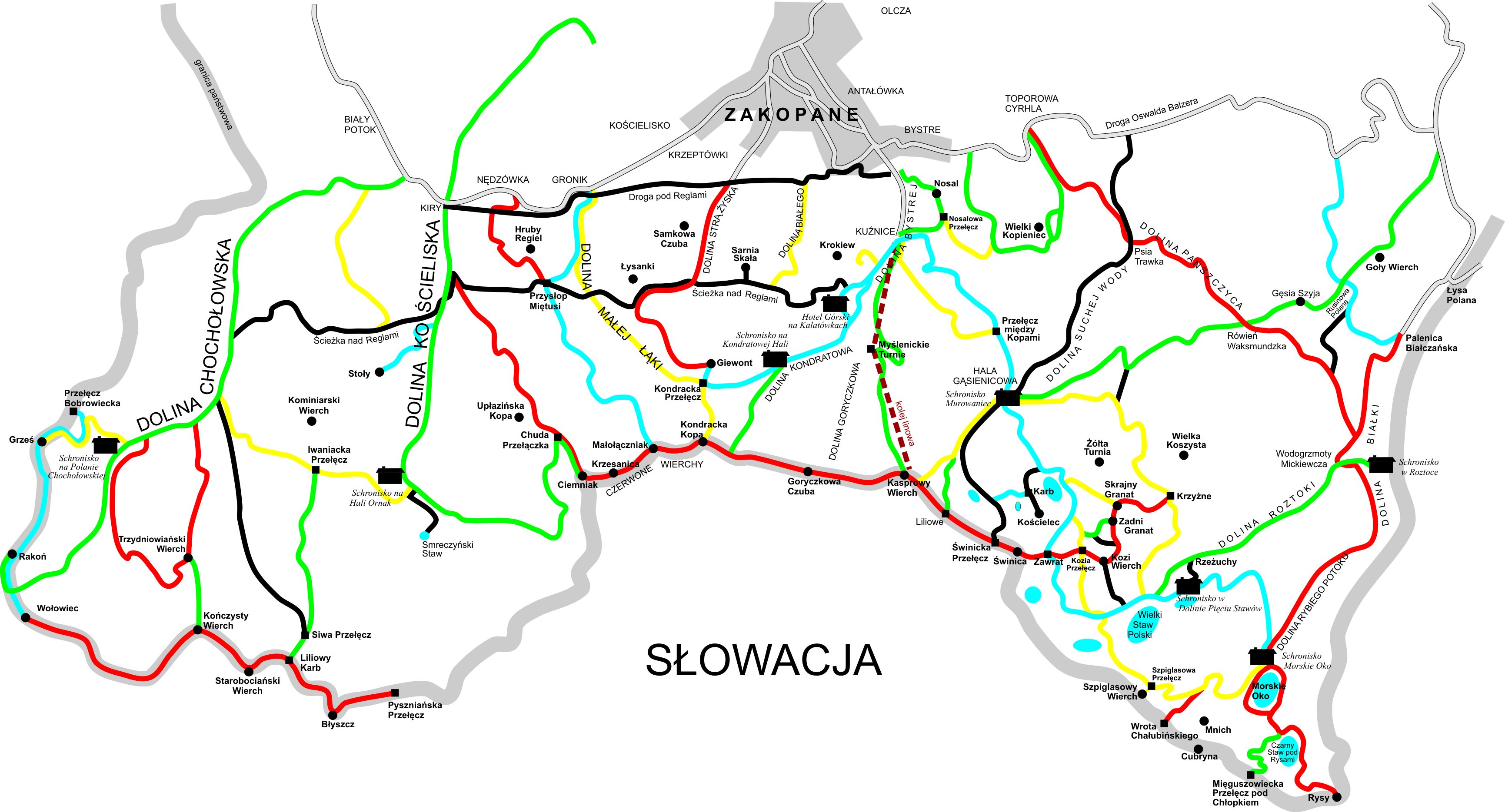
Wanderwege in der polnischen Tatra, die Berghütte ist ganz im Südosten am See Morskie Oko zu sehen

- ▬ von dem Zakopaner Stadtteil Kuźnice über einen blau markierten Wanderweg
- ▬ ▬ von dem Zakopaner Stadtteil Kuźnice über einen gelb und später blau markierten Wanderweg
- ▬ von der Riegelscharte (Zawrat) am Polnischen Schwarzen See  über einen blau markierten Wanderweg
- ▬ von der Panoramastraße in Brzeziny über Wolfsmilchalm (Psia Trawka) über einen schwarz markierten Wanderweg
- ▬ von dem Gipfel Wierchporoniec über die Alm Waksmunder Ebene, den Berg Gänsehals (Gęsia Szyja) und die Alm Rusin-Wiese über einen grün markierten Wanderweg
- ▬ von dem Gipfel Kasprowy Wierch über die Hochebene Roztoka Stawiańska auf einem gelb markierten Wanderweg
- ▬ von dem Bergpass Kreuzsattel (Krzyżne) über das Tal Pańszczyca-Tal auf einem gelb markierten Wanderweg

## Übergänge

Lage der Berghütten im Tatra-Nationalpark

- ▬ ▬ Zur Meeraughütte (1410 m) über das Tal Seealmtal auf die Riegelscharte (Zawrat) und weiter über das Fünfseental über den blau markierten Wanderweg und weiter über den Bergpass Kupfersattel (Szpiglasowa Przełęcz) hinab ins Fischseetal auf einem gelb markierten Wanderweg
- ▬ Zur Fünf-Polnische-Seen-Hütte (1671 m) über den gelb markierten Wanderweg über den Bergpass Kreuzsattel (Krzyżne)
- ▬ ▬ Zur Roztokahütte (1031 m) über den gelb markierten Wanderweg über den Bergpass Krzyżne und dann den grün markierten Wanderweg im Roztokatal oder ▬ ▬über den grün markierten Wanderweg zur Alm Waksmunder Ebene und weiter über den rot markierten Wanderweg
- Über den Zakopaner Stadtteil Kuźnice bzw. den Gipfel Kasprowy Wierch sind auch die Berghütten Schronisko PTTK na Hali Kondratowej und Hotel górski PTTK Kalatówki in der Westtatra erreichbar.

## Touren

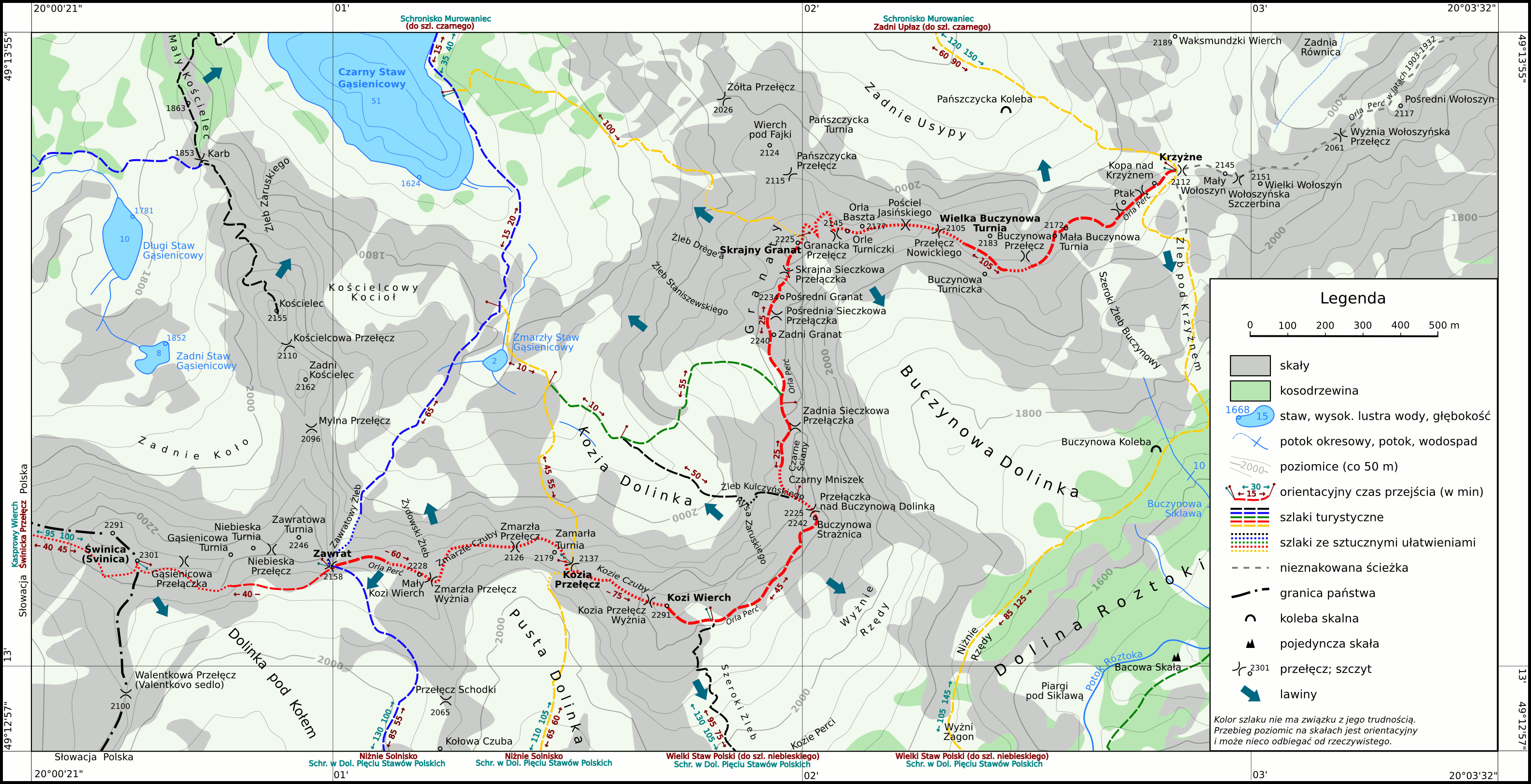
Karte der Orla Perć

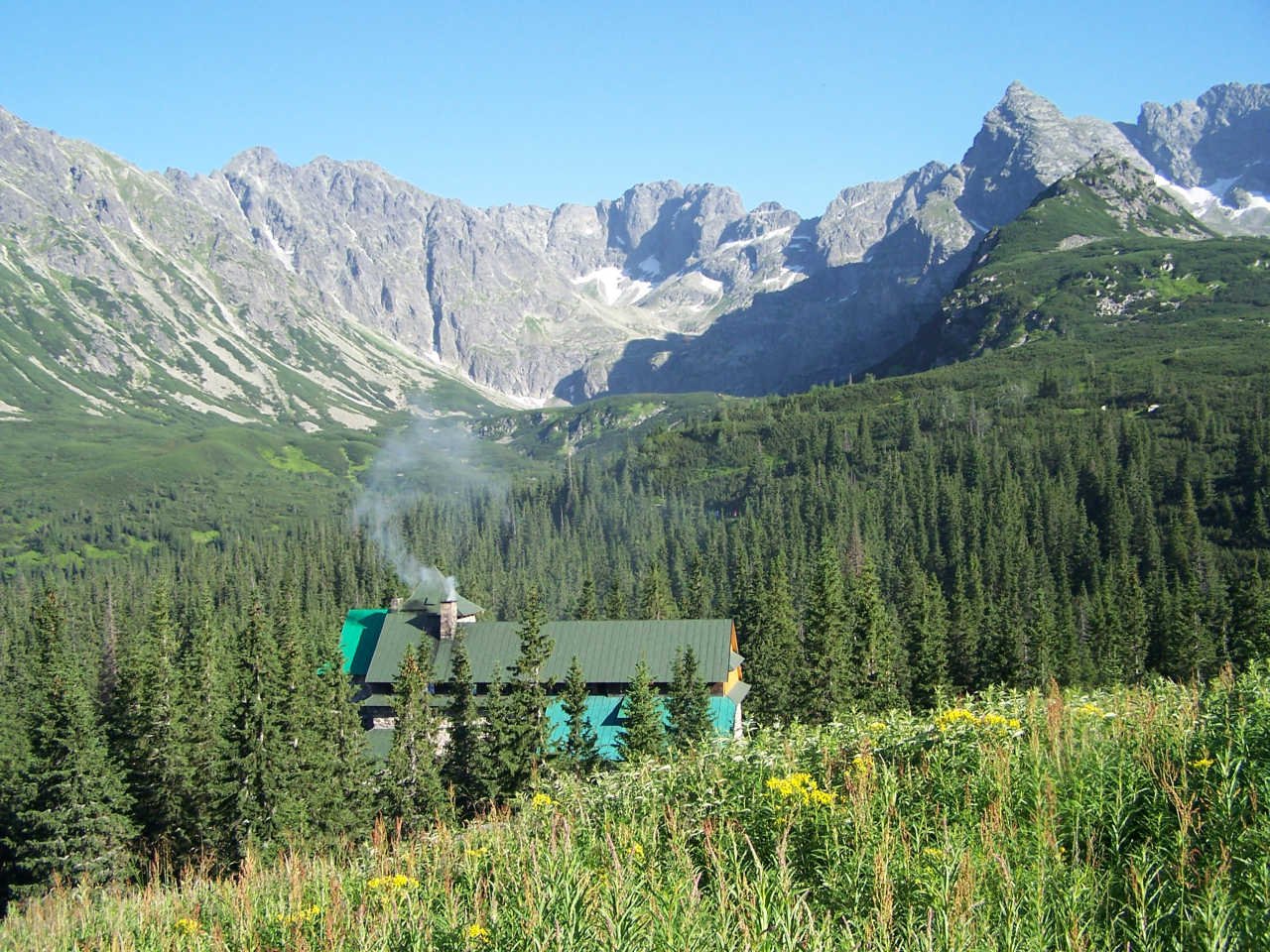
Hütte und Alm Hala Gąsienicowa im Sommer

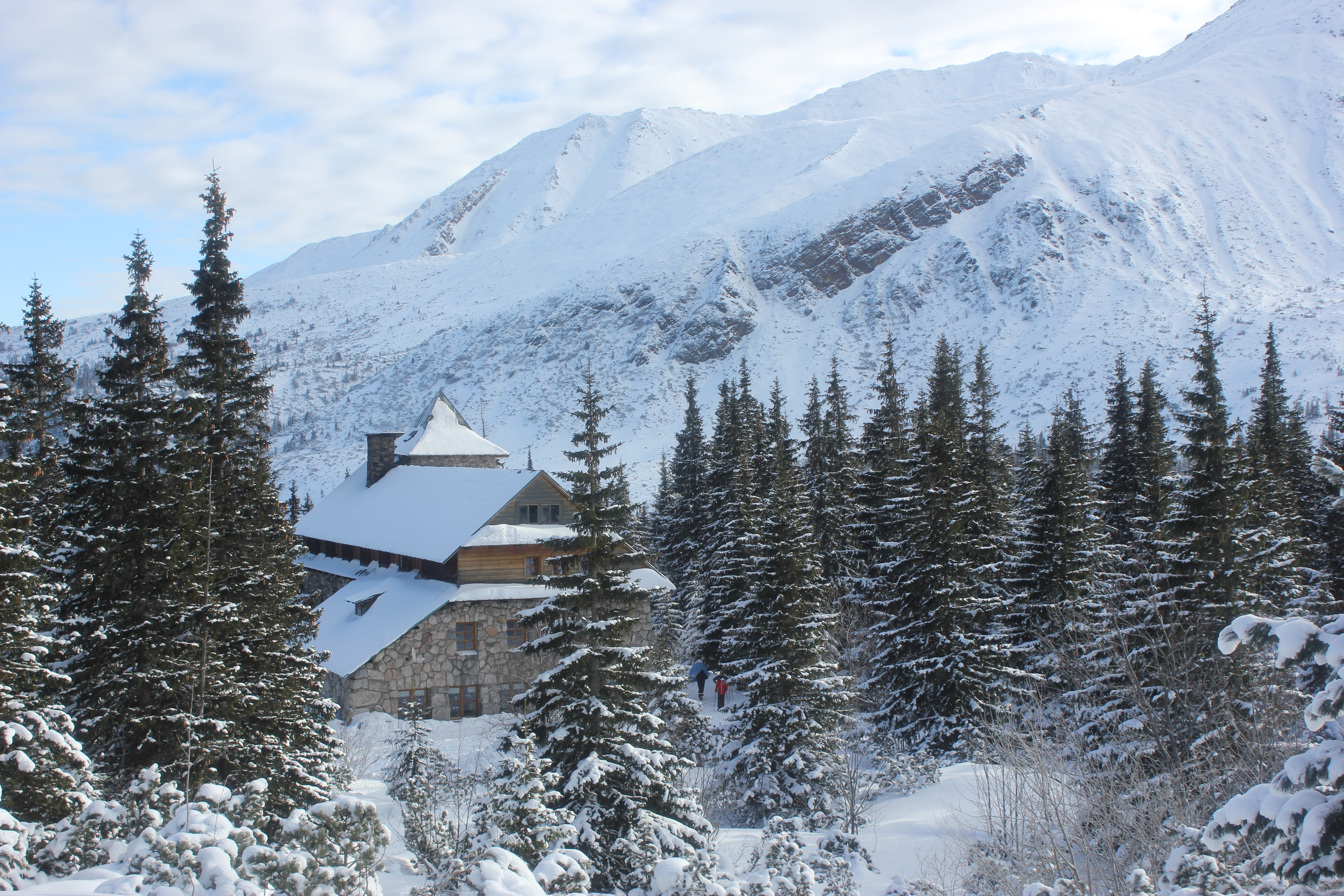
Hütte und Alm Hala Gąsienicowa im Winter

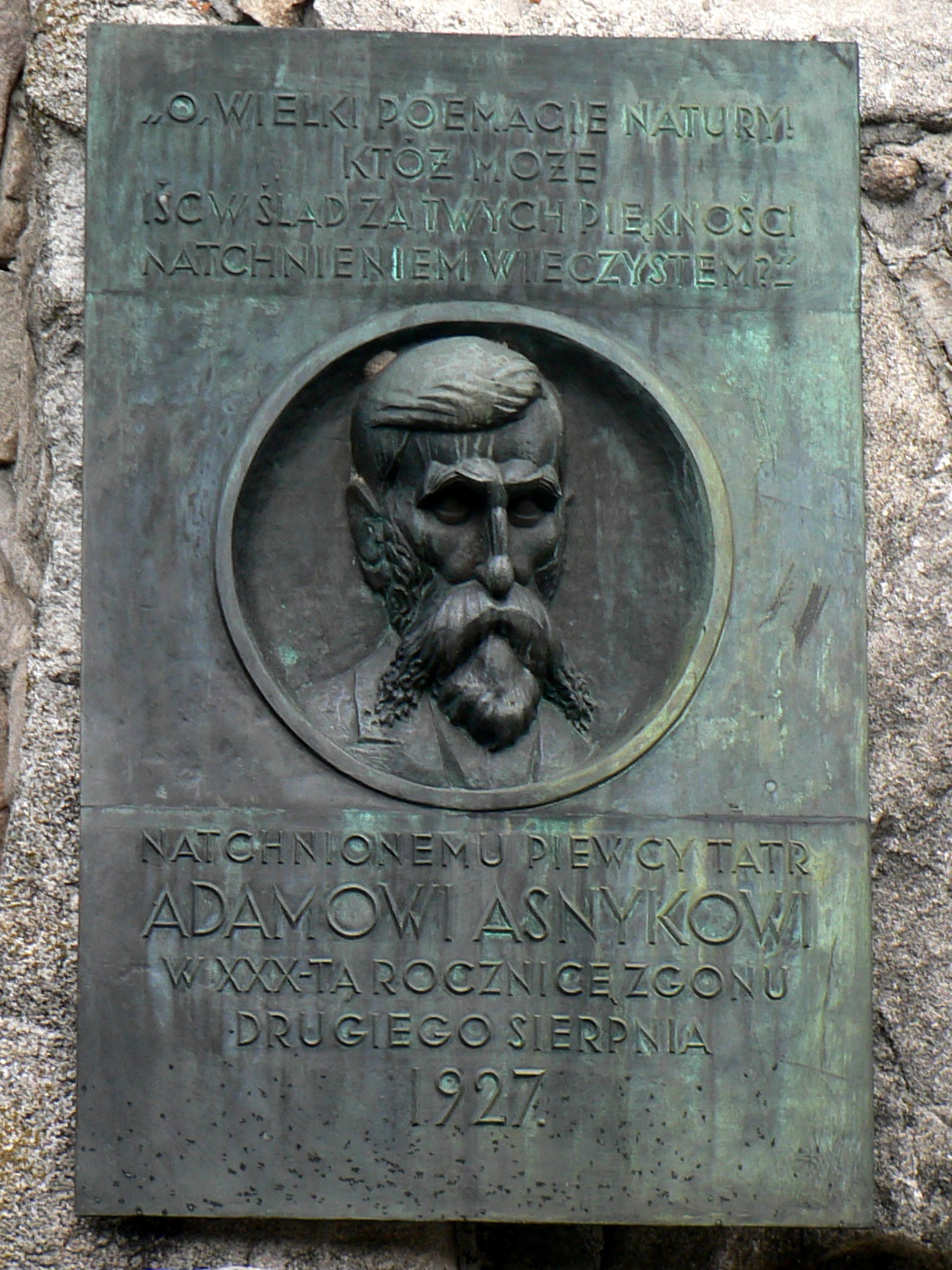
Gedenktafel an den Namenspatron

### Gipfelbesteigungen
Gipfel in der näheren Umgebung der Hütte sind:
- Gipfel des Höhenwegs Orla Perć
- Seealmspitze (Świnica, 2301 m)
- Hintere Polnische Kapelle (Zadni Kościelec, 2162 m)
- Polnische Kapelle (Kościelec, 2155 m)
- Unterer Seealmturm (Zawratowa Turnia, 2246 m)
- Großer Walachenkopf (Wielki Wołoszyn, 2151 m)
- Kleiner Wlachenkopf (Mały Wołoszyn, 2145 m)
- Orgelpfeifer (Wierch pod Fajki, 2135 m)
- Pańszczycka-Turm (Pańszczycka Turnia, 2105 m)
- Randturm (Skrajna Turnia, 2097 m)
- Gelber Berg (Żółta Turnia, 2087 m)
- Beskid (2012 m)
- Kasprowy Wierch (1987 m)
- Liliowa Kopka (1975 m)
- Uhrocie Kasprowe (1852 m)
- Małe Uhrocie Kasprowe (1753 m)
- Kopa Magury (1704 m)
- Mała Kopa Królowa (1577 m)
- Wielka Kopa Królowa (1531 m)
- Diabełek (1470 m)
- Skupniów Upłaz (1470 m)
- Mała Krokiew (1365 m)
- Wielki Kopieniec (1328 m)
- Kotlinowy Wierch (1305 m)
- Wysokie (1287 m)
- Łomik (1267 m)
- Mały Kopieniec (1167 m)

### Bergpässe
- Riegelscharte (Zawrat, 2158 m)
- Gemsenscharte (Kozia Przełęcz, 2137 m)
- Kreuzsattel (Krzyżne, 2112 m)
- Kerbsattel (Karb, 1853 m)